# Südamerikaspiele 2014

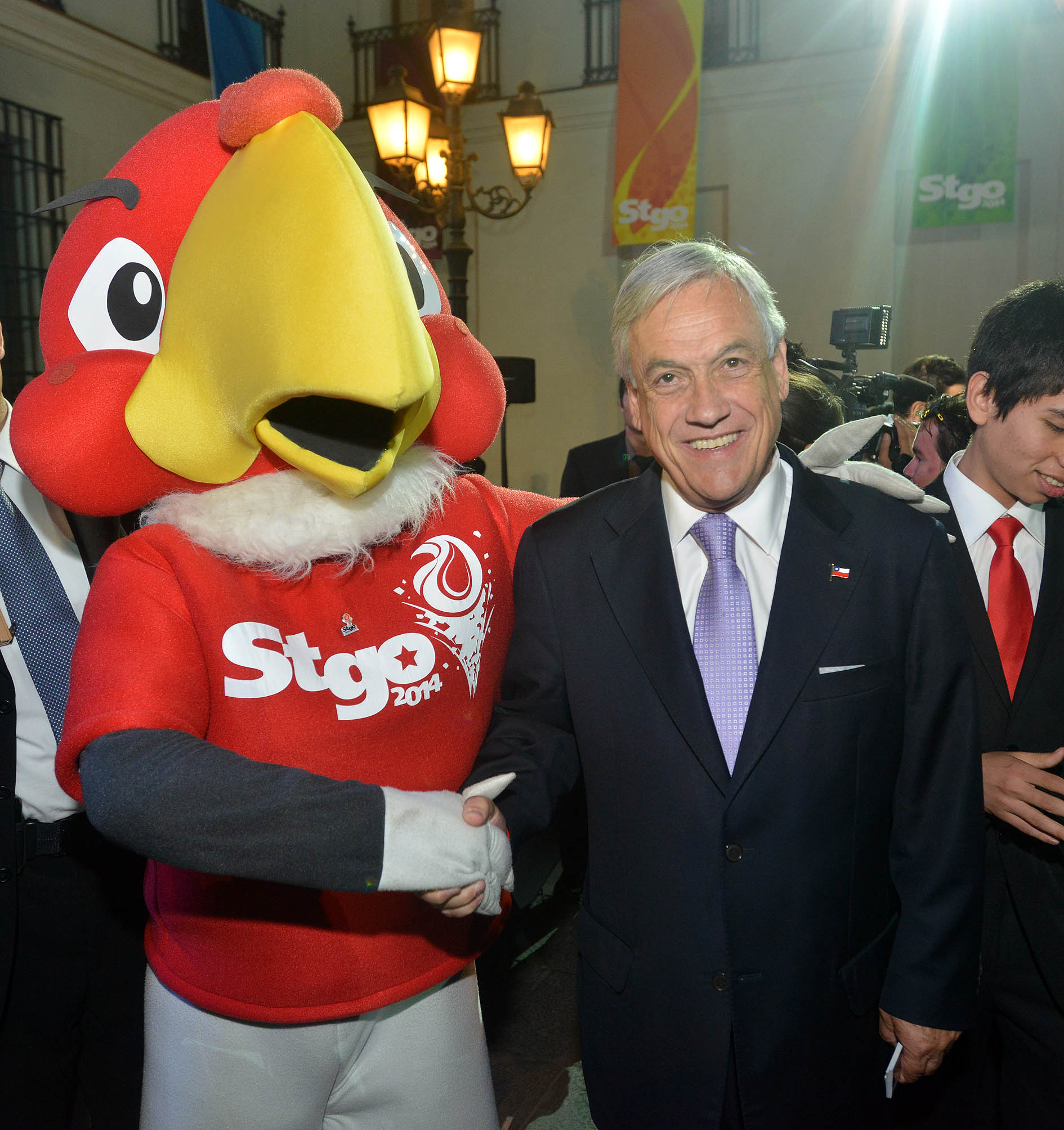
Das Maskottchen Chago mit dem ehemaligen chilenischen Präsidenten Sebastián Piñera

Die X. Südamerikaspiele fanden vom 7. bis zum 18. März 2014 in Santiago de Chile statt, wobei die Wettbewerbe teilweise auch in Wettkampfstätten anderer chilenischer Städte ausgerichtet wurden. Chile war schon 1986 Ausrichter gewesen.

## Teilnehmer
14 Länder nahmen an den Südamerikaspielen teil.
| - Argentinien - Aruba - Bolivien - Brasilien - Chile - Ecuador - Guyana | - Kolumbien - Panama - Paraguay - Peru - Suriname - Uruguay - Venezuela |

## Sportarten
| - Basketball - Bogenschießen - Bowling - Boxen - Fechten - Fußball - Gewichtheben - Golf - Handball - Hockey - Judo | - Kanu - Karate - Leichtathletik - Moderner Fünfkampf - Rad - Reiten - Ringen - Rollschuh - Rudern - Rugby | - Schießen - Schwimmen - Segeln - Taekwondo - Tennis - Tischtennis - Triathlon - Turnen - Volleyball - Wasserski |

## Medaillenspiegel
| Platz | Land        | Gold | Silber | Bronze | Gesamt |
| ----- | ----------- | ---- | ------ | ------ | ------ |
| 01    | Brasilien   | 110  | 69     | 79     | 258    |
| 02    | Kolumbien   | 53   | 49     | 64     | 166    |
| 03    | Venezuela   | 47   | 40     | 63     | 150    |
| 04    | Argentinien | 46   | 57     | 56     | 159    |
| 05    | Chile       | 27   | 52     | 50     | 129    |
| 06    | Ecuador     | 14   | 22     | 37     | 73     |
| 07    | Peru        | 9    | 13     | 18     | 40     |
| 08    | Panama      | 4    | 3      | 8      | 15     |
| 09    | Paraguay    | 3    | 5      | 2      | 10     |
| 10    | Uruguay     | 3    | 4      | 5      | 12     |
| 11    | Suriname    | 1    | —      | 4      | 5      |
| 12    | Bolivien    | —    | —      | 4      | 4      |
| 13    | Aruba       | —    | —      | 1      | 1      |